# Rhipidia (Rhipidia) turritella
Rhipidia (Rhipidia) turritella is een tweevleugelige uit de familie steltmuggen (Limoniidae). De soort komt voor in het Neotropisch gebied.